# ناثانيل غراب
ناثانيل غراب هو سياسي أمريكي، ولد في 1693، وتوفي في 1760.